# Vela ai Giochi della XXX Olimpiade - 470 femminile
Le gare di vela della classe 470 femminile dei giochi olimpici di Londra 2012 si sono svolte dal 3 al 10 agosto 2012 presso Weymouth e Isle of Portland.

## Le gare
La competizione consiste in una gara di tipo fleet racing. 10 gare costituiscono la prima fase. Il peggior risultato per ciascun equipaggio viene ignorato. Al termine delle prime dieci regate, i migliori dieci classificati si qualificano per la gara di medal race. I punteggi nella gara di medal race valgono doppio e vengono sommati ai punteggi ottenuti nelle dieci regate della prima fase.

## Programma
Tutti gli orari sono British Summer Time (UTC+1)
| Data                     | Ora   | Turno       |
| ------------------------ | ----- | ----------- |
| Venerdì, 3 agosto 2012   | 13:00 | Gara 1 e 2  |
| Sabato, 4 agosto 2012    | 13:00 | Gara 3 e 4  |
| Lunedì, 6 agosto 2012    | 13:00 | Gara 5 e 6  |
| Martedì, 7 agosto 2012   | 13:00 | Gara 7 e 8  |
| Mercoledì, 8 agosto 2012 | 13:00 | Gara 9 e 10 |
| Venerdì, 10 agosto 2012  | 14:00 | Medal Race  |

## Risultati
I punti sono assegnati in base alla posizione di arrivo nelle singole gare (1 per il primo, 2 per il secondo, ecc.). Il punteggio totale è la somma delle varie gare, e vince chi ha meno punti. Se un velista viene squalificato o non partecipa alla gara gli vengono assegnati 21 punti (essendoci 20 barche in gara). Il punteggio peggiore per ciascun equipaggio viene annullato.
Le abbreviazioni utilizzate sono le seguenti:
- OCS – On course side (partenza irregolare)
- DSQ – Squalificato
- DNF – Non termina la gara
- DNS – Non partito

| Posizione | Nome (il primo è lo skipper)                   | Gara | Gara   | Gara | Gara   | Gara | Gara | Gara | Gara   | Gara | Gara | Gara | Punti | Punti |
| Posizione | Nome (il primo è lo skipper)                   | 1    | 2      | 3    | 4      | 5    | 6    | 7    | 8      | 9    | 10   | M    | Tot   | Net   |
| --------- | ---------------------------------------------- | ---- | ------ | ---- | ------ | ---- | ---- | ---- | ------ | ---- | ---- | ---- | ----- | ----- |
|           | Jo Aleh e Polly Powrie (NZL)                   | 2    | 6      | 2    | 5      | 10   | 4    | 1    | 1      | 2    | 18   | 2    | 53    | 35    |
|           | Hannah Mills e Saskia Clark (GBR)              | 6    | 1      | 4    | 6      | 1    | 6    | 5    | 2      | 8    | 2    | 18   | 59    | 51    |
|           | Lisa Westerhof e Lobke Berkhout (NED)          | 1    | 8      | 6    | 4      | 2    | 18   | 4    | 3      | 20   | 6    | 12   | 84    | 64    |
| 4         | Camille Lecointre e Mathilde Géron (FRA)       | 10   | 17     | 1    | 8      | 12   | 3    | 7    | 6      | 3    | 5    | 10   | 82    | 65    |
| 5         | Giulia Conti e Giovanna Micol (ITA)            | 8    | 10     | 18   | 2      | 3    | 1    | 16   | 16     | 6    | 7    | 4    | 91    | 73    |
| 6         | Fernanda Oliveira e Ana Barbachan (BRA)        | 11   | 5      | 14   | 1      | 6    | 10   | 10   | 9      | 5    | 4    | 14   | 89    | 75    |
| 7         | Elise Rechichi e Belinda Stowell (AUS)         | 14   | 7      | 3    | 21 DSQ | 9    | 7    | 9    | 13     | 4    | 1    | 8    | 104   | 83    |
| 8         | Kathrin Kadelbach e Friederike Belcher (GER)   | 19   | 2      | 7    | 13     | 15   | 5    | 6    | 5      | 14   | 11   | 6    | 103   | 84    |
| 9         | Amanda Clark e Sarah Lihan (USA)               | 7    | 3      | 5    | 7      | 19   | 20   | 3    | 8      | 17   | 9    | 20   | 118   | 98    |
| 10        | Tara Pacheco e Berta Betanzos (ESP)            | 15   | 14     | 8    | 16     | 13   | 8    | 11   | 4      | 7    | 13   | 8    | 117   | 101   |
| 11        | Xiaoli Wang e Xufeng Huang (CHN)               | 18   | 18     | 9    | 12     | 8    | 19   | 2    | 17     | 1    | 12   | EL   | 116   | 97    |
| 12        | Agnieszka Skrzypulec e Jolanta Ogar (POL)      | 13   | 13     | 20   | 17     | 7    | 2    | 18   | 7      | 11   | 10   | EL   | 118   | 98    |
| 13        | Maria Fernanda Sesto e Consuelo Monsegur (ARG) | 16   | 19     | 19   | 3      | 5    | 12   | 14   | 11     | 15   | 3    | EL   | 117   | 98    |
| 14        | Ai Kondo e Wakako Tabata (JPN)                 | 9    | 4      | 17   | 19     | 11   | 9    | 13   | 21 DSQ | 13   | 8    | EL   | 124   | 103   |
| 15        | Gil Cohen e Vered Bouskila (ISR)               | 3    | 21 DSQ | 10   | 18     | 4    | 14   | 12   | 15     | 12   | 17   | EL   | 126   | 105   |
| 16        | Henriette Koch e Lene Sommer (DEN)             | 5    | 12     | 16   | 10     | 14   | 16   | 15   | 10     | 9    | 15   | EL   | 122   | 106   |
| 17        | Enia Ninčević e Romana Župan (CRO)             | 4    | 16     | 13   | 11     | 20   | 11   | 8    | 19     | 19   | 14   | EL   | 135   | 115   |
| 18        | Tina Mrak e Teja Černe (SLO)                   | 12   | 9      | 12   | 14     | 17   | 17   | 17   | 14     | 16   | 16   | EL   | 144   | 127   |
| 19        | Lisa Ericsson e Astrid Gabrielsson (SWE)       | 17   | 11     | 11   | 9      | 16   | 15   | 19   | 12     | 18   | 20   | EL   | 148   | 128   |
| 20        | Lara Vadlau e Eva-Maria Schimak (AUT)          | 20   | 15     | 15   | 15     | 18   | 13   | 20   | 18     | 10   | 19   | EL   | 163   | 143   |